# ぼくの妹に
「ぼくの妹に」（ぼくのいもうとに）は1976年7月20日に発売された加山雄三の30枚目のシングル、及び同曲をモチーフに制作された加山雄三主演のテレビドラマである。

## 解説
シングル売上枚数は15.3万枚（オリコン調べ）を記録。久々のヒットで加山自身、1976年末の『第27回NHK紅白歌合戦』へ9年ぶり3回目の出場を果たしている。
渋谷哲平が、1977年に日本テレビ『スター誕生!』で同曲を歌唱し合格。のち決戦大会で最優秀賞に輝き、翌1978年にアイドル歌手として芸能界デビューとなった。

## 収録曲
1. ぼくの妹に
  - 作詞：岩谷時子　作曲：弾厚作　編曲：森岡賢一郎
2. 泣くがいい
  - 作詞：山川啓介　作曲：弾厚作　編曲：萩田光雄

## カバー
ぼくの妹に
- ザ・ぼんち（1981年、シングル）

## ドラマ
1976年10月24日から1984年4月22日までTBS日曜日21:00-21:54 東芝日曜劇場枠内で不定期に放映されたドラマである。
加山雄三のヒット曲とそれをモチーフにしたドラマであり、加山と中田喜子のコンビで10作に渡って放送された人気シリーズであり、平均視聴率は21.6%、最高視聴率は28%をマークした。

### スタッフ
- プロデューサー：石井ふく子
- 脚本：松山善三・折戸伸弘（その1）、折戸伸弘（その2からその10）
- 音楽：小野崎孝輔
- 演出：坂崎彰

### キャスト
- 堀越恵一：加山雄三
- 堀越栄子：中田喜子

### 放送データ
| 話数   | 放送日         | 東芝日曜劇場 放送回数 | ゲスト出演                                                                 |
| ------ | -------------- | --------------------- | -------------------------------------------------------------------------- |
| 第1作  | 1976年10月24日 | 第1037回              | 波乃久里子、東村佳代、佐藤仁哉、伊藤正次、清水めぐみ、山岡甲、港喜伊子     |
| 第2作  | 1977年3月20日  | 第1058回              | 波乃久里子、東村佳代、佐藤仁哉、荻島真一、菅野忠彦、相沢治夫、前沢迪夫     |
| 第3作  | 1977年11月20日 | 第1093回              | 佐藤オリエ、高野浩幸、佐藤耀子、秋元稔幸、浦信太郎                         |
| 第4作  | 1978年11月19日 | 第1145回              | 島田陽子、三ツ木清隆、佐々木一哲、大野木克志、北川欽三、大山経男、宮崎一夫 |
| 第5作  | 1979年5月20日  | 第1171回              | 愛川欽也、鹿野新太郎、伊藤正次、片岡五郎、永田耕一、後藤明                 |
| 第6作  | 1979年10月21日 | 第1193回              | 金田龍之介、奈良岡朋子、沢田雅美、中島元、木村翠、佐藤陽一                 |
| 第7作  | 1980年10月5日  | 第1243回              | 江藤潤、島村佳江、島田久美、臼井真紀                                       |
| 第8作  | 1981年9月27日  | 第1292回              | 池上季実子、石田純一、早川里美                                             |
| 第9作  | 1983年9月25日  | 第1395回              | 大場久美子、船越英一郎、磯崎亜紀子、誠直也、永久保一男、堺美紀子、大原和彦 |
| 第10作 | 1984年4月22日  | 第1424回              | 柴田恭兵、和泉雅子、小林トシ子、市山登、堺美紀子、木村真理、仙田麻子       |